# Canyon Lake (California)
Canyony Lake è una città degli Stati Uniti d'America, situata in California, nella contea di Riverside.